# Хобро ИК
Хобро̀ Идретс Клуб (на датски: Hobro Idræts Klub) е датски футболен отбор от едноименния град Хобро.
Основан е през 1917 г. От сезон 2014 – 2015 се състезава в Датската суперлига. Играе мачовете си на стадион ДС Арена. Цветовете на отбора са жълто и синьо.

## Успехи
Датска първа дивизия:
- Шампион (1): 2016 – 2017

Датска суперлига:
- 7 място (1): 2014/15